# Doran
Doran – miasto w Stanach Zjednoczonych, w stanie Minnesota, w hrabstwie Wilkin.